# Паллотинки
Паллоти́нки, Паллоттинки (Конгрегация сестёр католического апостольства и Конгрегация сестёр-миссионерок католического апостольства; C.S.A.C. и S.A.C.) — общее название двух католических женских конгрегаций, придерживающихся духовности паллотинов. Основаны святым Викентием Паллотти в 1838 году. Девиз — Для бесконечной Славы Божией.

## История
В 1835 году Викентий Паллотти основал «общество католического апостольства», главными целями которого были благотворительная деятельность и проповедь Евангелия среди наиболее малообеспеченных слоёв населения. Отличительной особенностью общества служило активное привлечение к работе мирян. Тремя годами позже святой Викентий основал и аналогичное женское общество. В 1846 году мужское и женское общества были преобразованы в монашеские конгрегации, получившие после смерти основателя в его честь неофициальные имена паллотины и паллотинки. Официальное название конгрегации паллотинок — «Конгрегация сестёр католического апостольства». В 1891 году была основана ещё одна женская паллотинская конгрегация, получившая название «Конгрегация сестёр-миссионерок католического апостольства».
В Польшу деятельность паллотинок перенёс отец Алоизий Маевский (пол. Alojzy Majewski). В России монастырь сестёр паллотинок находится в Екатеринбурге. Сёстры работают при Храме св. Анны с 1998 года.

## Современное состояние
По данным на 2005 год Конгрегация сестёр католического апостольства (C.S.A.C) насчитывала 486 монахинь в 68 обителях. Конгрегация сестёр-миссионерок католического апостольства (S.A.C) — 632 монахини в 78 обителях.

## Галерея
- Сёстры паллотинки, первая слева сестра-провинциал Blanka Sławińska
- Дом новициата сестёр паллотинок в Гнезно (Польша)
- Дом сестёр паллотинок в Вороново в Белоруссии